# Io (satelit)
Io /'i.o/ sau Jupiter I este unul dintre cei patru sateliți galileeni ai planetei Jupiter. Dintre salteliții lui Jupiter, Io este al treilea ca mărime și al patrulea din Sistemul solar. Este puțin mai mare decât Luna (satelitul natural al Terrei), având un diametru de 3,642 kilometri. El a fost denumit în cinstea lui Io, iubita lui Zeus, transformată de acesta într-o junincă (vacă tânără) cu scopul de a o ascunde de Hera. Io mai este poreclit planeta pizza deoarece este colorat ca atare.
Io are peste 400 de vulcani activi, fiind din punct de vedere geologic cel mai activ obiect din Sistemul solar. Această activitate geologică este rezultatul încălzirilor mareice generate de forțele de frecare interioare sub influența atracției variabile a lui Jupiter și a celorlalți sateliți galileeni - Europa, Ganymede și Callisto. Câțiva vulcani produc nori de sulfură și dioxid de sulf ce ating și 500 km înălțime. Suprafața lui Io este de asemenea pictată cu 100 de munți ce au fost ridicați de compresia puternică a scoarței silicate a satelitului. Unele vârfuri sunt mai înalte ca Muntele Everest. Spre deosebire de majoritatea sateliților ce sunt compuși din apă înghețată, Io este format din piatră silicată ce învelește un miez de fier topit sau sulfit de fier topit. Suprafața sa este caracterizată de întinderi de sulf și dioxid de sulf înghețat.
Vulcanismul lui Io este responsabil pentru multe dintre caracteristicile sale unice. Penelele sale vulcanice și fluxurile de lavă produc modificări mari ale suprafeței și pictează suprafața în diferite nuanțe subtile de galben, roșu, alb, negru și verde, în mare parte datorită alotropilor și compușilor sulfului. Numeroase curgeri de lavă extinse, câteva peste 500 km în lungime, marchează suprafața. Materialele produse de acest vulcanism formează atmosfera subțire și neregulată a lui Io și magnetosfera extinsă a lui Jupiter. Resturile vulcanice ale lui Io produc, de asemenea, un mare tor de plasmă în jurul lui Jupiter.
Io a jucat un rol semnificativ în dezvoltarea astronomiei în secolele XVII și XVIII. A fost descoperit în 1610 de Galileo Galilei, împreună cu ceilalți sateliți Galileeni. Această descoperire a încurajat adoptarea sistemului solar Copernican, dezvoltarea legilor de mișcare ale lui Kepler și măsurarea vitezei luminii. De pe Pământ, Io nu a rămas decât un punct luminos până spre sfârșitul sec. XIX când a devenit posibil să-i fie observate trăsăturile la scară mare, cum ar fi regiunile polare și ecuatoriale de culoare roșu închis. În 1979, cele două nave Voyager au descoperit că este o lume vulcanică activă, cu munți și o suprafață relativ nouă fără cratere de impact vizibile. Nava Galileo a făcut câteva zboruri prin apropiere în 1990 și 2000, colectând date despre interiorul și suprafața satelitului. Aceste nave de asemenea au descoperit legătura dintre satelit și magnetosfera lui Jupiter și existența unei centuri de radiații centrată pe orbita lui Io. Acesta primește zilnic o radiație de 3600 rem.
Mai târziu, observații asupra satelitului au efectuat sonda spațială Cassini–Huygens în 2000 și Noi Orizonturi în 2007, precum și telescoapele de pe Pământ și telescopul spațial Hubble.

## Nomenclatură

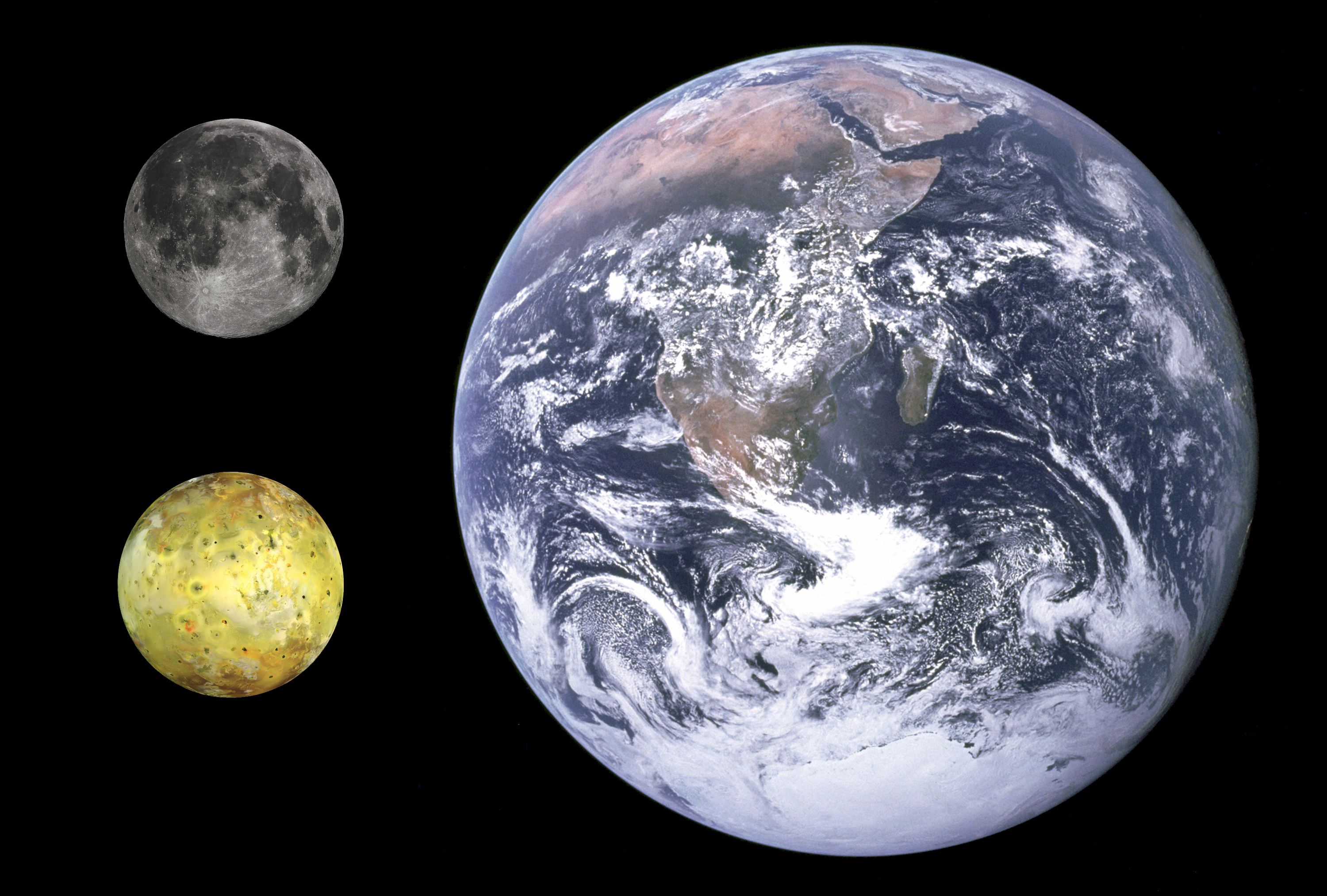
Comparație de mărime între Io (stânga jos), Lună (stânga sus) și Pământul

Deși Simon Marius nu este creditat cu singura descoperire a sateliților galileeni, numele lui pentru sateliți au fost adoptate. În publicația sa din 1614 Mundus Iovialis anno M.DC. IX Detectus Ope Perspicilli Belgici, el a propus mai multe denumiri alternative pentru cea mai interioară dintre sateliții mari ai lui Jupiter, inclusiv „Mercurul lui Jupiter” și „Prima planetă joviană”.  Pe baza unei sugestii a lui Johannes Kepler din octombrie 1613, el a conceput, de asemenea, o schemă de denumire prin care fiecare satelit a fost numit după o iubitoare al mitologicului grec Zeus sau al echivalentului său roman, Jupiter. El a numit cel mai interior satelit al lui Jupiter după figura mitologică greacă Io: 
„... Inprimis autem celebrantur tres fœminæ Virgines, quarum furtivo amore Iupiter captus & positus est, videlicet Io Inachi Amnis filia... Primus à me vocatur Io... [Io,] Europa, Ganimedes puer, atque Calisto, lascivo nimium perplacuere Jovi.”
„...Mai întâi, vor fi onorate trei tinere care au fost capturate de Jupiter pentru dragoste secretă, și anume, Io, fiica râului Inachus...Primul [satelit] este numit de mine Io...  Io, Europa, băiatul Ganymede, și Callisto l-au încântat foarte mult pe Jupiter”
Numele lui Marius nu au fost adoptate pe scară largă decât secole mai târziu (mijlocul secolului al XX-lea).  În cea mai mare parte a literaturii astronomice anterioare, Io a fost denumit în general prin denumirea sa numerică romană (un sistem introdus de Galileo) drept „ Jupiter I ”,  sau „primul satelit al lui Jupiter”.  
Formele de relief de pe Io sunt numite după personaje și locuri din mitul Io, precum și zeități ale focului, vulcanilor, Soarelui și tunetului din diverse mituri și personaje și locuri din Infernul lui Dante: nume adecvate naturii vulcanice a suprafeței.  De când suprafața a fost văzută pentru prima dată de aproape de Voyager 1, Uniunea Astronomică Internațională a aprobat 225 de nume pentru vulcanii, munții, platourile și formele mari de albedo de pe Io. Categăriile de forme de relief aprobate utilizate pentru Io pentru diferite tipuri de forme de relief vulcanice includ patera ("farfurioară"; depresiune vulcanică), fluctus ("flux"; flux de lavă), vallis ("vale"; canal de lavă) și centrul de erupție activ (locația unde activitatea penelor a fost primul semn de activitate vulcanică la un anume vulcan). Munții, platourile, terenul stratificat și vulcanii scut numiți includ termenii mons, mensa („masă”), planum și, respectiv, tholus („rotundă”).  Regiunile albedo luminoase denumite folosesc termenul regio. Exemple de forme de relief numite sunt Prometheus, Pan Mensa, Tvashtar Paterae și Tsũi Goab Fluctus. 

## Istorie observațională

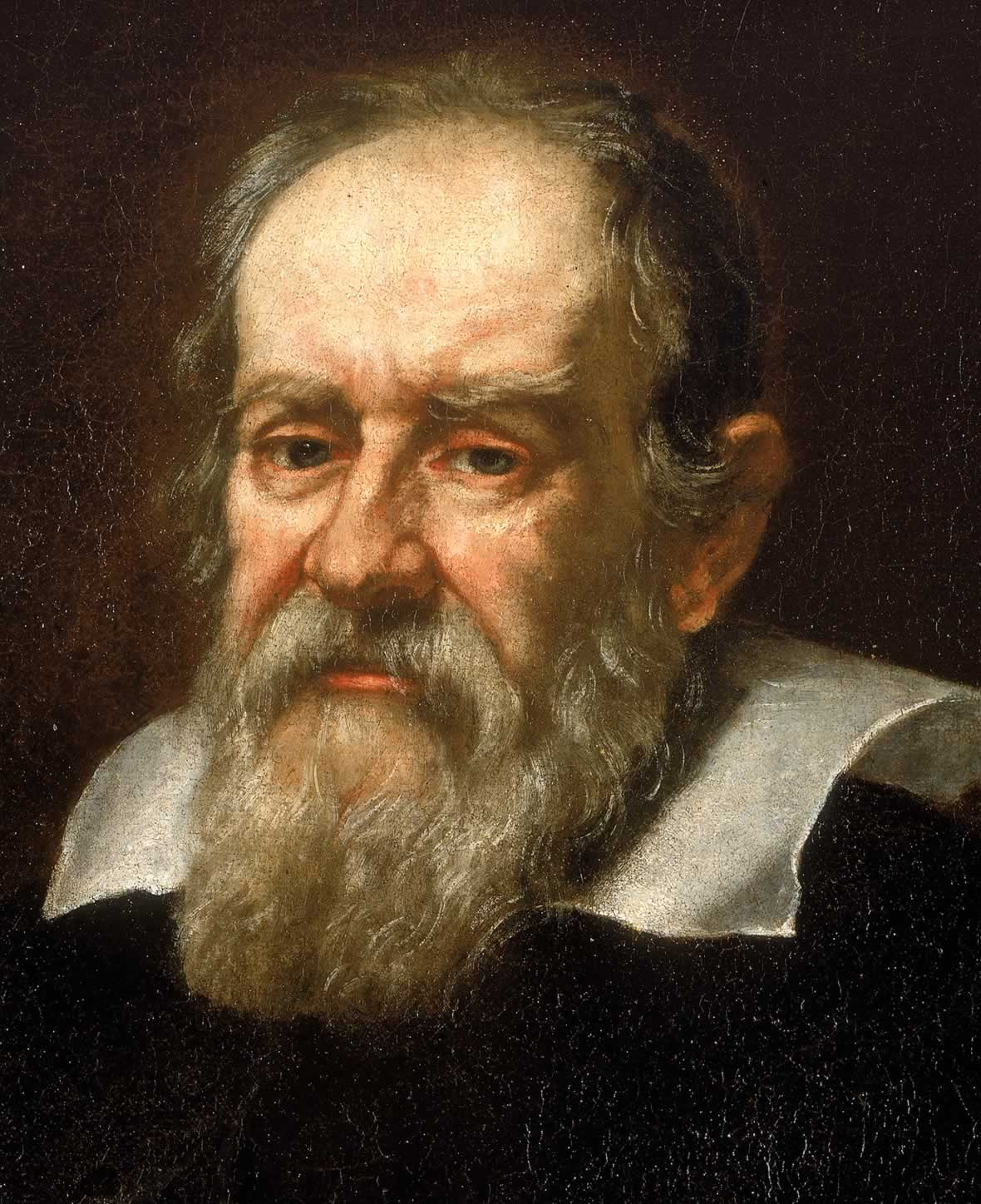
Galileo Galilei, descoperitorul lui Io

Prima observație raportată a lui Io a fost făcută de Galileo Galilei la 7 ianuarie 1610 folosind un telescop refractor de 20x la Universitatea din Padova. Cu toate acestea, în acea observație, Galileo nu a putut separa Io și Europa din cauza puterii reduse a telescopului său, așa că cele două au fost înregistrate ca un singur punct de lumină. Io și Europa au fost văzute pentru prima dată ca corpuri separate în timpul observațiilor lui Galileo asupra sistemului jovian a doua zi, 8 ianuarie 1610 (folosită ca dată de descoperire pentru Io de către IAU ).  Descoperirea lui Io și a celorlalți sateliți galileeni ai lui Jupiter a fost publicată în Sidereus Nuncius al lui Galileo în martie 1610.  În Mundus Jovialis, publicat în 1614, Simon Marius a susținut că a descoperit Io și celelalte luni ale lui Jupiter în 1609, cu o săptămână înainte de descoperirea lui Galileo. Galileo s-a îndoit de această afirmație și a respins opera lui Marius drept plagiat. Oricum, prima observație înregistrată a lui Marius a venit din 29 decembrie 1609 în calendarul iulian, care echivalează cu 8 ianuarie 1610 în calendarul gregorian, pe care Galileo l-a folosit.  Având în vedere că Galileo și-a publicat opera înaintea lui Marius, lui Galileo i se atribuie descoperirea. 
Pentru următoarele două secole și jumătate, Io a rămas un punct de lumină nerezolvat, de magnitudinea a 5-a, în telescoapele astronomilor. În secolul al XVII-lea, Io și ceilalți sateliți galileeni au servit la o varietate de scopuri, inclusiv metodele timpurii de a determina longitudinea , validând cea de-a treia lege a mișcării planetare a lui Kepler și determinând timpul necesar luminii pentru a călători între Jupiter și Pământ.  Pe baza efemeridelor produse de astronomul Giovanni Cassini și alții, Pierre-Simon Laplace a creat o teorie matematică pentru a explica orbitele rezonante ale lui Io, Europa și Ganymede.  S-a constatat mai târziu că această rezonanță are un efect profund asupra geologiilor celor trei sateliți. 
Tehnologia îmbunătățită a telescoapelor la sfârșitul secolului al XIX-lea și al XX-lea a permis astronomilor să rezolve (adică să vadă ca obiecte distincte) caracteristici de suprafață la scară largă pe Io. În anii 1890, Edward E. Barnard a fost primul care a observat variații ale luminozității lui Io între regiunile ecuatoriale și cele polare, determinând corect că acest lucru se datorează diferențelor de culoare și albedo dintre cele două regiuni și nu datorită faptului că Io are formă de ou, așa cum a propus la acea vreme de colegul astronom William Pickering, sau două obiecte separate, așa cum a propus inițial de Barnard.    Observațiile telescopice ulterioare au confirmat regiunile polare distincte maro-roșcat ale lui Io și banda ecuatorială galben-albă. 
Observațiile telescopice de la mijlocul secolului al XX-lea au început să sugereze natura neobișnuită a lui Io. Observațiile spectroscopice au sugerat că suprafața lui Io era lipsită de gheață (o substanță găsită a fi abundentă pe ceilalți sateliți galileeni).  Aceleași observații au sugerat o suprafață dominată de evaporați compuși din săruri de sodiu și sulf.  Observațiile radiotelescopice au dezvăluit influența lui Io asupra magnetosferei joviane, așa cum demonstrează exploziile decametrice de lungime de undă legate de perioada orbitală a lui Io. 

### Pioneer
Primele nave spațiale care au trecut pe lângă Io au fost Pioneer 10 și Pioneer 11 pe 3 decembrie 1973 și respectiv 4 decembrie 1974. Datorită scanării radio, s-a estimat masa aproximativă a satelitului, care, pe lângă informațiile privind dimensiunile lui Io, sugerează că acesta era cel mai dens dintre cei 4 sateliti galileeni și că este format din piatră silicată în loc de gheață. Cele două nave Pioneer au înregistrat de asemenea o atmosfer| subțire și o intensă centură de radiații în apropierea orbitei lui Io. Camera foto de pe bordul lui Pioneer 11 a făcut o singură poză, destul de bună a satelitului, pe care este reprezentată zona nordică a satelitului. S-a plănuit să se facă poze mai apropiate cu Pioneer 10, dar acestea au fost pierdute din cauza nivelului mare de radiații.

### Voyager

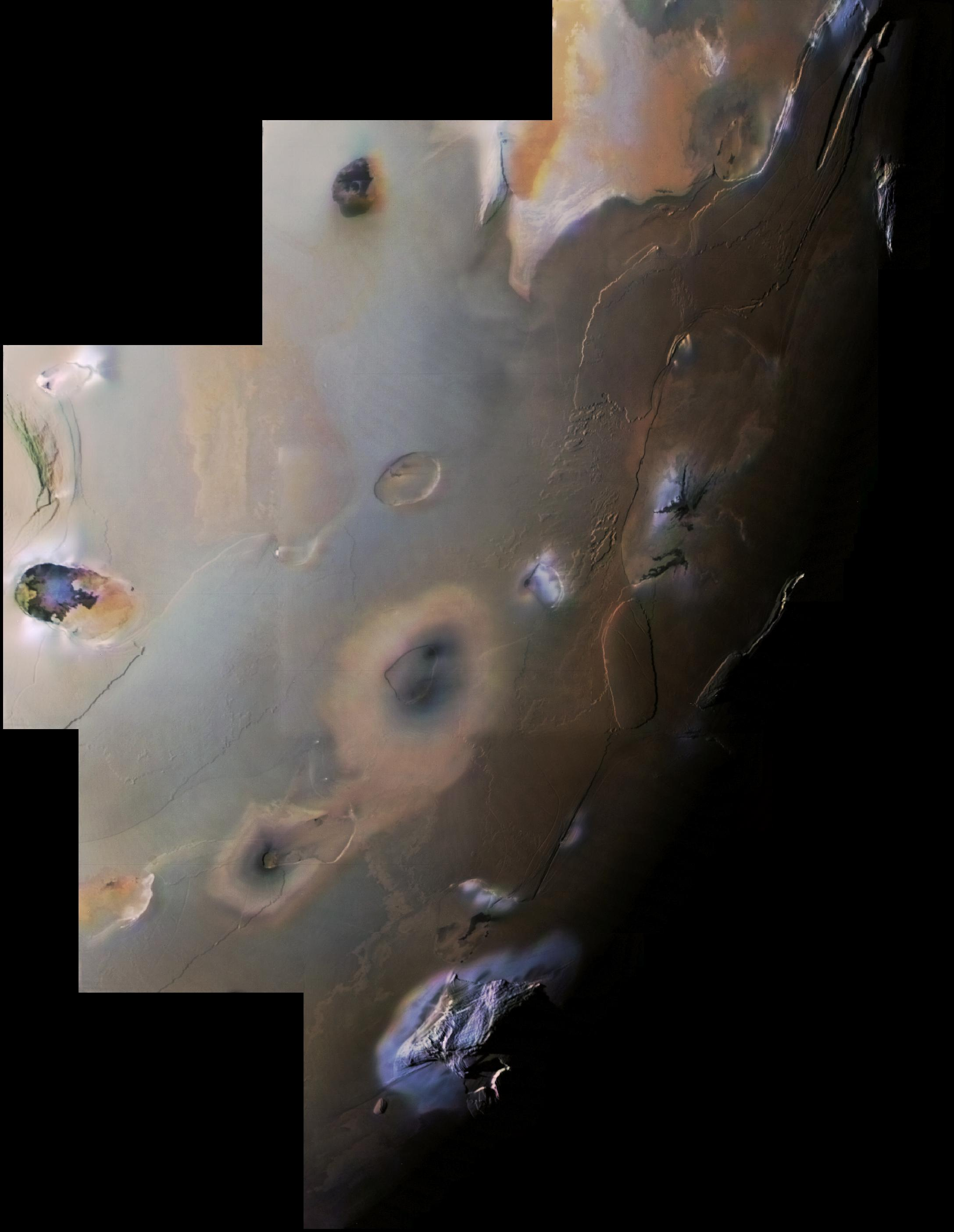
Mozaic Voyager 1 care acoperă regiunea polară de sud a Io. Aceasta include două dintre cele mai înalte zece vârfuri de pe Io, Euboea Montes în stânga extremă sus și Haemus Mons în jos.

Când sondele Voyager 1 și Voyager 2 au trecut pe lângă Io în 1979, sistemul lor de imagistică mai avansat a permis imagini mult mai detaliate. Voyager 1 a zburat pe lângă Io pe 5 martie 1979 de la o distanță de 20.600 kilometri (12.800 mi).  Imaginile returnate în timpul apropierii au dezvăluit un peisaj ciudat, multicolor, lipsit de cratere.   Imaginile cu cea mai înaltă rezoluție au arătat o suprafață relativ tânără punctată de gropi cu forme ciudate, munți mai înalți decât Muntele Everest și forme de relief asemănătoare curgerilor de lavă.
La scurt timp după întâlnire, inginerul de navigație Voyager Linda A. Morabito a observat o pană emanată de la suprafață într-una dintre imagini.  Analiza altor imagini de la Voyager 1 a arătat nouă astfel de pene împrăștiate pe suprafață, dovedind că Io era activ vulcanic.  Această concluzie a fost prezisă într-o lucrare publicată cu puțin timp înainte de Voyager 1 a lui Stan Peale, Patrick Cassen și RT Reynolds. Autorii au calculat că interiorul lui Io trebuie să sufere o încălzire semnificativă mareică cauzată de rezonanța sa orbitală cu Europa și Ganymede (a se vedea secțiunea „ Încălzirea mareică ” pentru o explicație mai detaliată a procesului).  Datele din acest zbor au arătat că suprafața Io este dominată de ghețuri de sulf și dioxid de sulf. Acești compuși domină, de asemenea, atmosfera subțire și torul de plasmă centrat pe orbita lui Io (descoperit și de Voyager ).   
Voyager 2 a trecut pe lângă Io la 9 iulie 1979 la o distanta de 1.130.000 kilometri (700.000 mi). Deși nu s-a apropiat la fel de aproape ca Voyager 1, comparațiile dintre imaginile realizate de cele două nave spațiale au arătat mai multe schimbări ale suprafeței care au avut loc în cele patru luni dintre întâlniri. În plus, observațiile lui Io ca o semilună în timp ce Voyager 2 a părăsea sistemul Jovian a dezvăluit că șapte din cele nouă pene observate în martie erau încă active în iulie 1979, doar vulcanul Pele oprindu-se între zboruri. 

### Galileo

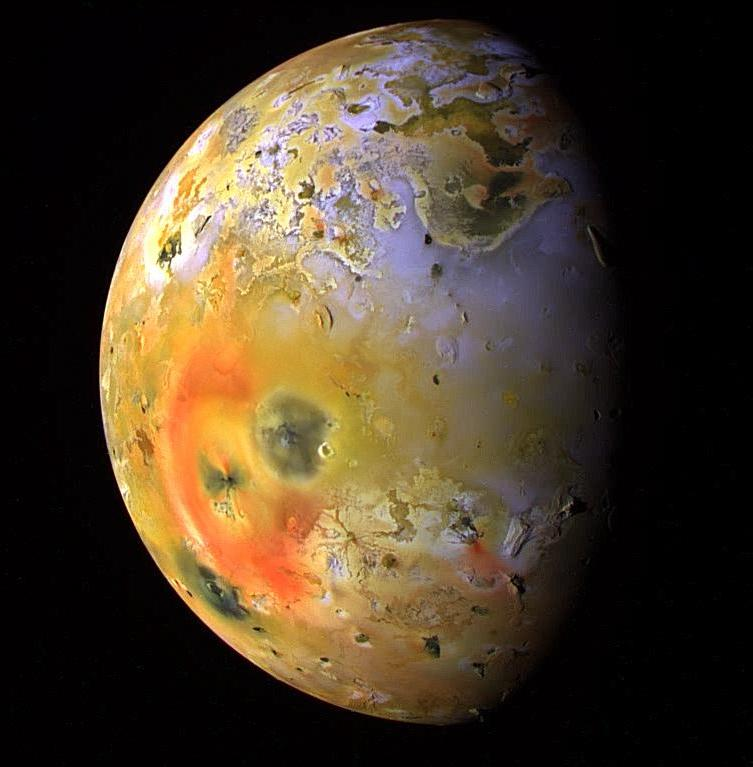
Imagine de Galileo în culori îmbunătățite care arată o pată întunecată (în partea stângă jos a centrului, întrerupând inelul roșu al alotropilor de sulf cu lanț scurt depus de Pele) produs de o erupție majoră la Pillan Patera în 1997

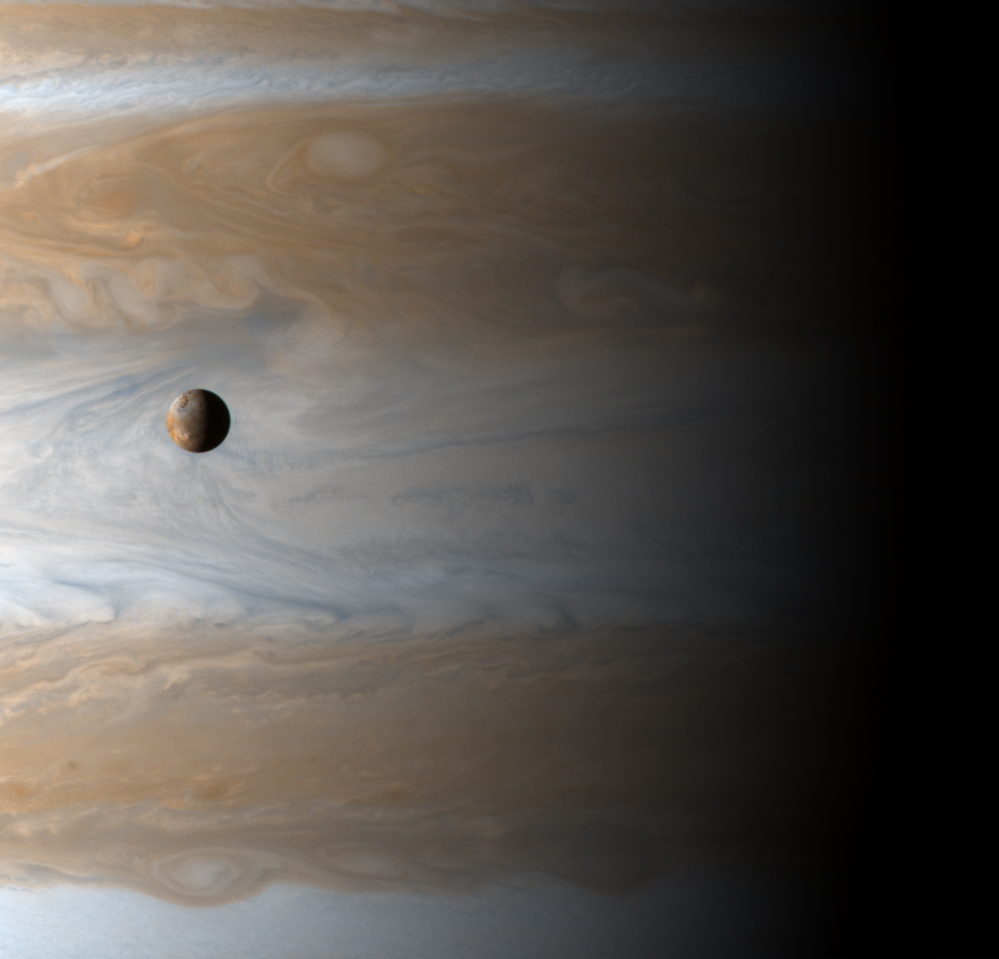
Vedere a sondeiCassini-Huygens cu Io și Jupiter pe 1 ianuarie 2001

Sonda spațială Galileo a ajuns la Jupiter în 1995, după o călătorie de șase ani de pe Pământ pentru a urma descoperirile celor două sonde Voyager și observațiile de la sol efectuate în anii care au urmat. Locația lui Io într-una dintre cele mai intense centuri de radiații ale lui Jupiter a împiedicat un zbor apropiat prelungit, dar Galileo a trecut aproape cu puțin timp înainte de a intra pe orbită pentru misiunea sa principală de doi ani de studiu a sistemului Jovian. Deși nu au fost făcute imagini în timpul zborului din 7 decembrie 1995, întâlnirea a dat rezultate semnificative, cum ar fi descoperirea unui nucleu mare de fier, similar cu cel găsit în planetele stâncoase ale Sistemului Solar interior. 
În ciuda lipsei de imagini de aproape și a problemelor mecanice care au restrâns foarte mult cantitatea de date returnate, mai multe descoperiri semnificative au fost făcute în timpul misiunii primare a lui Galileo. Galileo a observat efectele unei erupții majore la Pillan Patera și a confirmat că erupțiile vulcanice sunt compuse din magme silicate cu compoziții mafice și ultramafice bogate în magneziu.  Imaginile de la distanță ale lui Io au fost obținute pentru aproape fiecare orbită în timpul misiunii primare, dezvăluind un număr mare de vulcani activi (atât emisii termice din magma care se răcește la suprafață, cât și penele vulcanice), numeroși munți cu morfologii foarte variate și câteva modificări pe suprafață care au avut loc atât între Voyager și Galileo, cât și între orbitele lui Galileo. 
Misiunea Galileo a fost extinsă de două ori, în 1997 și 2000. În timpul acestor misiuni extinse, sonda a zburat pe Io de trei ori la sfârșitul lui 1999 și începutul lui 2000 și de trei ori la sfârșitul lui 2001 și începutul lui 2002. Observațiile din timpul acestor întâlniri au scos la iveală procesele geologice care au loc la vulcanii și munții de pe Io, au exclus prezența unui câmp magnetic și au demonstrat amploarea activității vulcanice. 

### Cassini
În decembrie 2000, sonda spațială Cassini a avut o întâlnire îndepărtată și scurtă cu sistemul Jovian în drum spre Saturn, permițând observații comune cu Galileo. Aceste observații au dezvăluit un nou penaj la Tvashtar Paterae și au oferit noi perspective asupra aurorelor lui Io. 

### New Horizons
Sonda spațială New Horizons, în drum spre Pluto și centura Kuiper, a zburat pe lângă sistemul Jovian și Io pe 28 februarie 2007. În timpul întâlnirii s-au obținut numeroase observații îndepărtate ale lui Io. Acestea au inclus imagini ale unei pene mari de la Tvashtar, oferind primele observații detaliate ale celei mai mari clase de pene vulcanice ioniane de la observațiile penei lui Pele în 1979.  New Horizons a făcut, de asemenea, imagini ale unui vulcan de lângă Girru Patera în primele etape ale unei erupții și mai multe erupții vulcanice care au avut loc de la Galileo. 

### Juno
Nava spațială Juno a fost lansată în 2011 și a intrat pe orbită în jurul lui Jupiter pe 5 iulie 2016. Misiunea Juno se concentrează în primul rând pe îmbunătățirea înțelegerii noastre asupra interiorului lui Jupiter, a câmpului magnetic, a aurorelor și a atmosferei polare.  Orbita de 54 de zile a lui Juno este foarte înclinată și foarte excentrică pentru a caracteriza mai bine regiunile polare ale lui Jupiter și pentru a limita expunerea acesteia la centurile aspre de radiații interioare ale planetei, limitând întâlnirile apropiate cu sateliții lui Jupiter. În timpul misiunii sale principale, care a durat până în iunie 2021, cea mai apropiată apropiere a lui Juno de Io până în prezent a avut loc în timpul Perijove 25, pe 17 februarie 2020, la o distanță de 195.000 de kilometri, dobândind spectrometrie în infraroșu apropiat cu JIRAM în timp ce Io se afla în umbra lui Jupiter.  În ianuarie 2021, NASA a prelungit oficial misiunea Juno până în septembrie 2025. În timp ce orbita foarte înclinată a lui Juno ține nava spațială departe de planurile orbitale ale lui Io și ale celorlalți sateliți majori ai lui Jupiter, orbita ei a precesat astfel încât punctul său cel mai apropiat de de Jupiter se află la latitudini în creștere, iar nodul ascendent al orbitei sale este apropiindu-se de Jupiter cu fiecare orbită. Această evoluție orbitală îi va permite lui Juno să efectueze o serie de întâlniri apropiate cu sateliții galileeni în timpul misiunii extinse. Două întâlniri apropiate cu Io sunt planificate pentru misiunea prelungită a lui Juno, pe 30 decembrie 2023 și 3 februarie 2024, ambele cu altitudini de 1.500 de kilometri.  Nouă întâlniri suplimentare cu altitudini cuprinse între 11.500 și 94.000 de kilometri sunt, de asemenea, planificate între iulie 2022 și mai 2025. Scopul principal al acestor întâlniri va fi să ne îmbunătățim înțelegerea câmpului gravitațional al lui Io folosind urmărirea Doppler și să fotografiem suprafața lui Io pentru a căuta schimbări ale suprafeței de când Io a fost văzut ultima dată de aproape în 2007. 
Pe parcursul mai multor orbite, Juno l-a observat pe Io de la distanță folosind JunoCAM, o cameră cu unghi larg, cu lumină vizibilă, pentru a căuta penele vulcanice și JIRAM, un spectrometru și un aparat de imagistică în infraroșu apropiat, pentru a monitoriza emisia termică de la vulcanii di pe Io.   Spectroscopia JIRAM în infraroșu apropiat a permis până acum cartografierea în mare gheții de dioxid de sulf de pe suprafața lui Io, precum și cartografierea componentelor minore ale suprafeței care absorb slab lumina soarelui la 2,1 și 2,65 µm. 

### Misiuni viitoare
Există două misiuni viitoare planificate pentru sistemul Jovian. Jupiter Icy Moon Explorer (JUICE) este o misiune planificată a Agenției Spațiale Europene în sistemul Jovian, care urmează să ajungă pe orbită în jurul lui Ganymede.  JUICE este programată pentru lansare în 2022, iar sosirea la Jupiter este planificată pentru iulie 2031.   JUICE nu va zbura pe lângă Io, dar își va folosi instrumentele, cum ar fi o cameră cu unghi îngust, pentru a monitoriza activitatea vulcanică a lui Io și pentru a măsura compoziția suprafeței acesteia în timpul fazei de doi ani de tur al lui Jupiter a misiunii înainte de inserarea orbitală în jurul lui Ganymede. Europa Clipper este o misiune planificată a NASA în sistemul Jovian, concentrată pe satelitul Europa al lui Jupiter. La fel ca JUICE, Europa Clipper nu va efectua nici un zbor pe lângă Io, dar este posibilă monitorizarea vulcanilor îndepărtați. Europa Clipper are o lansare planificată în 2024, cu o sosire la Jupiter în 2030. 
Io Volcano Observer (IVO) este o propunere către NASA, aflată în prezent în faza A, pentru o misiune cu un cost scăzut, de clasă Discovery, care ar urma să fie lansată în ianuarie 2029. Ar efectua zece zboruri pe lângă Io în timp ce se afla pe orbită în jurul lui Jupiter, începând cu începutul anilor 2030.   Cu toate acestea, misiunile Venus DAVINCI+ și VERITAS au fost selectate în favoarea acestora. 

## Orbită și rotație

Animație a rezonanței Laplace a lui Io, Europa și Ganymede (conjuncțiile sunt evidențiate prin modificări de culoare)

Io îl orbitează pe Jupiter la o distanță de 421.700 kilometri (262.000 mi) din centrul lui Jupiter și 350.000 kilometri (220.000 mi) din vârfurile norilor săi. Este cel mai interior dintre sateliții galileeni ai lui Jupiter, orbita sa fiind situată între cele ale lui Tebe și Europa. Inclusiv cu sateliții interiori ai lui Jupiter, Io este al cincilea satelit de la Jupiter. Lui Io îi trebuie aproximativ 42,5 ore pentru a finaliza o orbită în jurul lui Jupiter (suficient de rapid pentru ca mișcarea acestuia să fie observată într-o singură noapte de observație). Io se află într-o rezonanță orbitală de 2:1 cu Europa și o rezonanță orbitală de 4:1 cu Ganymede, completând două orbite îl jurul lui Jupiter pentru fiecare orbită finalizată de Europa și patru orbite pentru fiecare finalizată de Ganymede. Această rezonanță ajută la menținerea excentricității orbitale a lui Io (0,0041), care, la rândul său, oferă sursa primară de încălzire pentru activitatea sa geologică.  Fără această excentricitate forțată, orbita lui Io s-ar circulariza prin disiparea mareică, ducând la un satelit mai puțin activ din punct de vedere geologic. 
La fel ca ceilalți sateliți galileeni și Luna, Io se rotește sincron cu perioada sa orbitală, păstrând o față aproape îndreptată spre Jupiter. Această sincronie oferă definiția pentru sistemul de longitudine al lui Io. Meridianul zero al lui Io intersectează ecuatorul în punctul sub-jovian. Partea lui Io care este întotdeauna îndreptată spre Jupiter este cunoscută ca emisfera subjoviană, în timp ce partea care este întotdeauna îndreptată opus lui Jupiter este cunoscută ca emisfera antijoviană. Partea lui Io care este îndreptată întotdeauna în direcția în care se deplasează Io pe orbita sa este cunoscută sub numele de emisfera anterioară, în timp ce partea care este îndreptată întotdeauna în direcția opusă este cunoscută ca emisfera posterioară. 
De la suprafața lui Io, Jupiter ar subtinde un arc de 19,5°, făcându-l să apară de 39 de ori diametrul aparent al Lunii. 

## Interacțiunea cu magnetosfera lui Jupiter

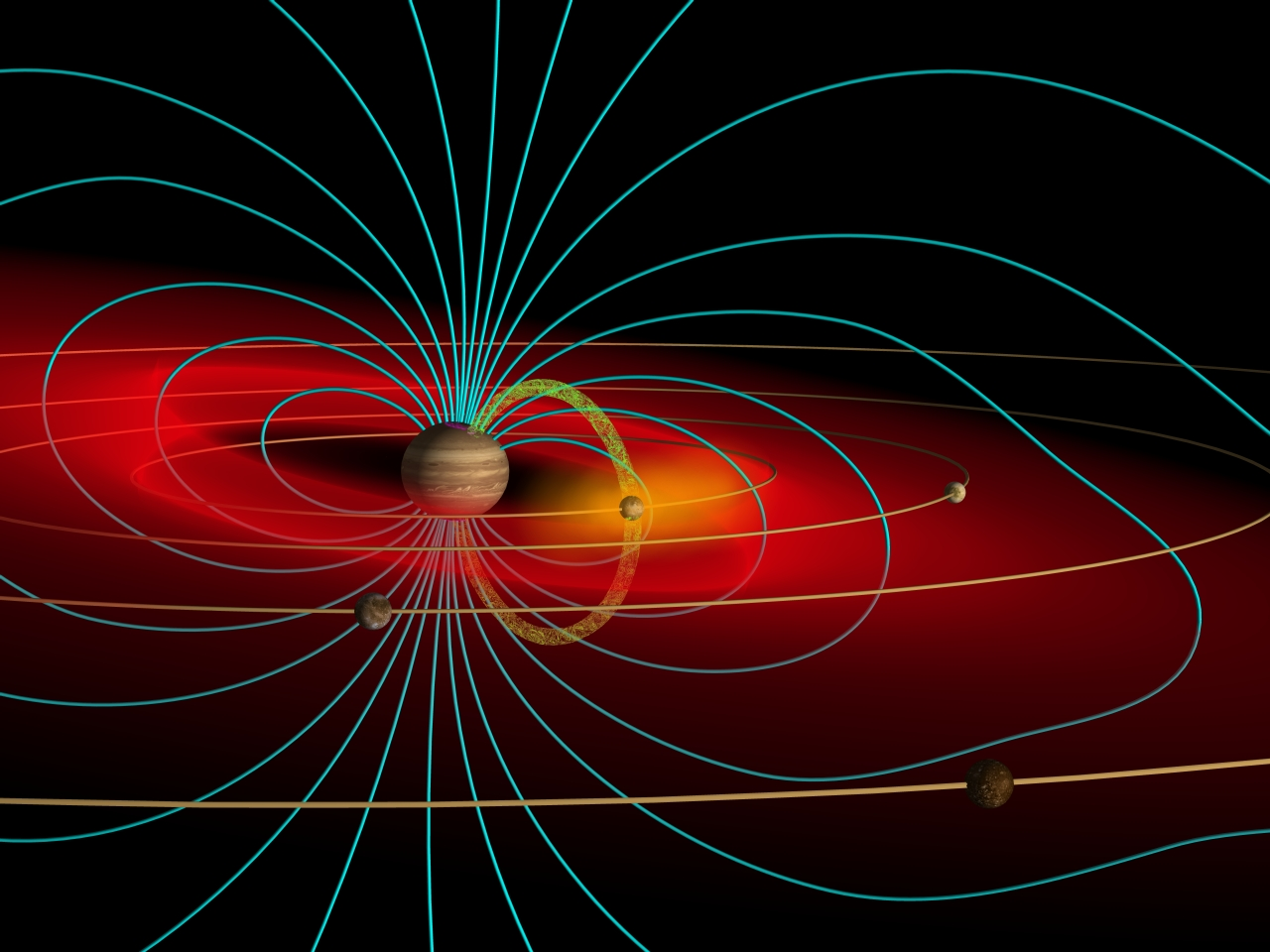
Schemă cu magnetosfera lui Jupiter și a componentelor influențate de Io (în apropierea centrului imaginii): torul de plasmă (în roșu), norul neutru (în galben), tubul de flux (în verde) și liniile de câmp magnetic (în albastru).

Io joacă un rol semnificativ în modelarea câmpului magnetic al lui Jupiter, acționând ca un generator electric care poate dezvolta 400.000 de volți în sine și poate crea un curent electric de 3 milioane de amperi, eliberând ioni care îi conferă lui Jupiter un câmp magnetic umflat de peste două ori mai mult decât dacă Io nu ar fi fost.  Magnetosfera lui Jupiter mătură gazele și praful din atmosfera subțire a lui Io cu o rată de 1 tonă pe secundă.  Acest material este compus în mare parte din sulf ionizat și atomic, oxigen și clor; sodiu atomic și potasiu; dioxid de sulf molecular și sulf; și praf de clorură de sodiu.   Aceste materiale provin din activitatea vulcanică a lui Io, materialul care scapă în câmpul magnetic al lui Jupiter și în spațiul interplanetar venind direct din atmosfera lui Io. Aceste materiale, în funcție de starea și compoziția lor ionizate, ajung în diferiți nori neutri (neionizați) și centuri de radiații în magnetosfera lui Jupiter și, în unele cazuri, sunt în cele din urmă aruncate din sistemul jovian. 

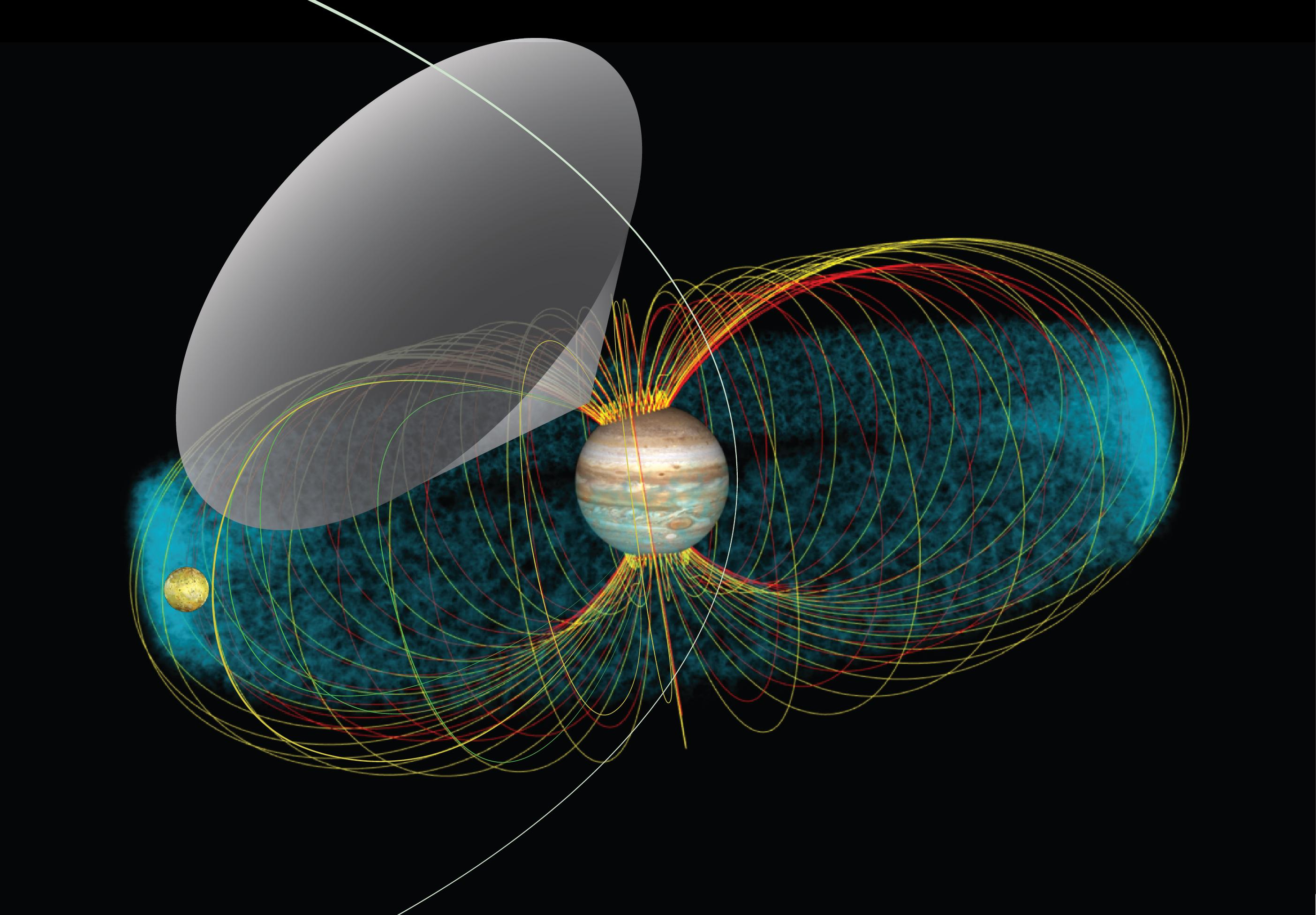
Sistemul Jupiter - Io și interacțiune(opera de artă; 15 iulie 2021)

În jurul lui Io (la o distanță de până la șase raze ale lui Io de la suprafața sa) este un nor de atomi neutri de sulf, oxigen, sodiu și potasiu. Aceste particule își au originea în atmosfera superioară a lui Io și sunt energizate de ciocnirile cu ionii din torul de plasmă (discutate mai jos) și de alte procese de umplere a sferei Hill lui Io, care este regiunea în care gravitația lui Io este dominantă față de cea a lui Jupiter. O parte din acest material scapă din atracția gravitațională a lui Io și intră pe orbită în jurul lui Jupiter. Peste o perioadă de 20 de ore, aceste particule s-au răspândit din Io pentru a forma un nor neutru în formă de banană, care poate ajunge până la șase raze joviene din Io, fie în interiorul orbitei lui Io și în fața acesteia, fie în afara orbitei lui Io și în spatele ei.  Procesul de coliziune care energizează aceste particule furnizează ocazional ioni de sodiu în torul de plasmă cu un electron, eliminând acei noi neutri „rapizi” din tor. Aceste particule își păstrează viteza (70 km/s, comparativ cu viteza orbitală de 17 km/s a lui Io) și sunt astfel aruncate în jeturi care se îndepărtează de Io. 
Io orbitează într-o centură de radiație intensă cunoscută sub numele de torul de plasmă Io. Plasma din acest inel în formă de gogoașă de sulf ionizat, oxigen, sodiu și clor își are originea atunci când atomii neutri din „norul” din jurul lui Io sunt ionizați și transportați de magnetosfera joviană.  Spre deosebire de particulele din norul neutru, aceste particule se rotesc împreună cu magnetosfera lui Jupiter, rotindu-se în jurul lui Jupiter cu 74 km/s. La fel ca restul câmpului magnetic al lui Jupiter, torul de plasmă este înclinat în raport cu ecuatorul lui Jupiter (și planul orbital al lui Io), astfel încât Io se află uneori sub și alteori deasupra nucleului torului plasmatic. După cum sa menționat mai sus, viteza mai mare și nivelurile de energie ale acestor ioni sunt parțial responsabile pentru îndepărtarea atomilor și moleculelor neutre din atmosfera lui Io și a norului neutru mai extins. Torul este compus din trei secțiuni: un tor exterior, „cald”, care se află chiar în afara orbitei lui Io; o regiune extinsă vertical cunoscută sub numele de „panglică”, compusă din regiunea sursă neutră și plasmă în răcire, situată la distanța lui Io de Jupiter; și un tor interior, „rece”, compus din particule care se îndreaptă încet spre Jupiter.  După ce au stat în medie 40 de zile în tor, particulele din torul „cald” scapă și sunt parțial responsabile pentru magnetosfera neobișnuit de mare a lui Jupiter, presiunea lor exterioară umflând-o din interior.  Particulele de la Io, detectate ca variații ale plasmei magnetosferice, au fost detectate departe în magneto-coada lungă de către New Horizons. Pentru a studia variații similare în torul de plasmă, cercetătorii măsoară lumina ultravioletă pe care o emite. Deși astfel de variații nu au fost legate definitiv de variațiile activității vulcanice ale lui Io (sursa finală de material din torul plasmatic), această legătură a fost stabilită în norul neutru de sodiu. 
În timpul unei întâlniri cu Jupiter în 1992, nava spațială Ulysses a detectat un flux de particule de mărimea prafului care erau eruncate din sistemul Jovian.  Praful din aceste fluxuri discrete se deplasează departe de Jupiter cu viteze de peste câteva sute de kilometri pe secundă, are o dimensiune medie a particulelor de 10 μm și constă în principal din clorură de sodiu.   Măsurătorile de praf efectuate de Galileo au arătat că aceste fluxuri de praf provin de la Io, dar exact cum se formează acestea, fie din activitatea vulcanică a lui Io, fie din materialul îndepărtat de la suprafață, este necunoscut. 
Câmpul magnetic al lui Jupiter, pe care Io îl traversează, cuplează atmosfera lui Io și norul neutru cu atmosfera polară superioară a lui Jupiter, generând un curent electric cunoscut sub numele de tubul de flux Io.  Acest curent produce o strălucire aurorală în regiunile polare ale lui Jupiter cunoscute sub numele de amprenta Io, precum și aurore în atmosfera lui Io. Particulele din această interacțiune aurorală întunecă regiunile polare joviene la lungimi de undă vizibile. Locația lui Io și amprenta sa aurorală față de Pământ și Jupiter are o influență puternică asupra emisiilor radio joviane din punctul nostru de vedere: atunci când Io este vizibil, semnalele radio de la Jupiter cresc considerabil.   Misiunea Juno, aflată în prezent pe orbită în jurul lui Jupiter, ar trebui să ajute la îmbunătățirea cunoștințelor despre aceste procese. Liniile de câmp magnetic jovian care trec de ionosfera lui Io induc, de asemenea, un curent electric, care, la rândul său, creează un câmp magnetic indus în interiorul lui Io. Se crede că câmpul magnetic indus de Io este generat într-un ocean de magmă de silicați parțial topit, la 50 de kilometri sub suprafața lui Io.  Câmpuri similare induse au fost găsite la ceilalți sateliți galileeni de Galileo, posibil generate în oceanele cu apă lichidă din interiorul acelor sateliți. 

## Geologie
Io este puțin mai mare decât Luna Pământului. Are o rază medie de 1.821,3 kilometri (1.131,7 mi) (cu aproximativ 5% mai mare decât cea a Lunii) și o masă de 8,9319 ×1022 kg (aproximativ 21% mai mare decât cea a Lunii). Are o formă ușoară elipsoidală, cu axa cea mai lungă îndreptată spre Jupiter. Printre sateliții galileeni, atât în masă, cât și în volum, Io se situează în spatele lui Ganymede și Callisto, dar înaintea Europei. 

### Interiorul

Model al posibilei compoziții interioare a lui Io cu diverse caracteristici etichetate.

Compus în principal din rocă silicatică și fier, Io și Europa sunt mai aproape ca compoziție de planetele terestre decât de alți sateliți din sistemul solar exterior, care sunt în mare parte compuși dintr-un amestec de gheață de apă și silicați. Io are o densitate de 3.5275, cea mai mare dintre toți sateliții regulați din Sistemul Solar ; semnificativ mai mare decât ceilalți sateliți galileeni (Ganymede și Callisto în special, ale căror densități sunt în jur 1.9 ) și puțin mai mare (~5,5%) decât 3.344 a Lunii și a lui Europa de 2.989. Modelele bazate pe măsurătorile Voyager și Galileo ale coeficienților gravitaționali quadrupol, ai masei și razei ale lui Io (valori numerice legate de modul în care masa este distribuită într-un obiect) sugerează că interiorul acestuia este diferențiat între o scoarță și manta bogate în silicați și o crustă bogată în silicați și un miez bogat în sulfuri de fier.  Miezul metalic al lui Io reprezintă aproximativ 20% din masa sa.  În funcție de cantitatea de sulf din miez, miezul are o rază între 350 și 650 km dacă este compus aproape în întregime din fier, sau între 550 și 900 km pentru un miez format dintr-un amestec de fier și sulf. Magnetometrul lui Galileo nu a reușit să detecteze un câmp magnetic intern, intrinsec, al lui Io, sugerând că miezul nu este în convecție. 
Modelarea compoziției interioare a lui Io sugerează că mantaua este compusă din cel puțin 75% din mineralul bogat în magneziu forsterit și are o compoziție similară cu cea a meteoriților L-condrită și LL-condrită, cu conținut mai mare de fier (comparativ cu siliciul ) decât Luna sau Pământul, dar mai mic decât Marte.   Pentru a susține fluxul de căldură observat pe Io, 10-20% din mantaua lui Io poate fi topită, deși regiunile în care a fost observat vulcanismul la temperatură înaltă pot avea fracții de topire mai mari.  Cu toate acestea, reanalizarea datelor magnetometrului Galileo în 2009 a dezvăluit prezența unui câmp magnetic indus în Io, necesitând un ocean de magmă la 50 kilometri (31 mi) sub suprafață.  O analiză ulterioară publicată în 2011 a oferit dovezi directe ale unui astfel de ocean.  Se estimează că acest strat are o grosime de 50 km și reprezintă aproximativ 10% din mantaua lui Io. Se estimează că temperatura în oceanul de magmă ajunge la 1.200 °C. Nu se știe dacă procentul de topire parțială de 10-20% pentru mantaua lui Io este în concordanță cu cerințele pentru o cantitate semnificativă de silicați topiți în acest posibil ocean de magmă.  Litosfera lui Io, compusă din bazalt și sulf depuse de vulcanismul extins al lui Io, are cel puțin 12 kilometri (7,5 mi) grosime și probabil mai mică de 40 kilometri (25 mi) grosime.  

### Încălzirea mareică
Spre deosebire de Pământ și Lună, principala sursă de căldură internă a lui Io provine mai degrabă din disiparea mareică decât din dezintegraea izotopilor radioactivi, rezultatul rezonanței orbitale a lui Io cu Europa și Ganymede.  O astfel de încălzire depinde de distanța lui Io față de Jupiter, de excentricitatea sa orbitală, de compoziția interiorului său și de starea sa fizică.  Rezonanța lui Laplace cu Europa și Ganymede menține excentricitatea lui Io și împiedică disiparea mareică din Io să-și circularizeze orbita. Orbita rezonantă ajută și la menținerea distanței lui Io față de Jupiter; în caz contrar, mareele ridicate pe Jupiter ar face ca Io să se îndepărteze încet de planeta sa mamă.  Forțele mareice suferite de Io sunt de aproximativ 20.000 de ori mai puternice decât forțele mareice pe care le suferă Pământul din cauza Lunii, iar diferențele verticale ale umflării sale mareice, între momentele în care Io se află în perijov și apojov pe orbită, ar putea fi de până la 100 m.  Frecarea sau disiparea mareică produsă în interiorul lui Io din cauza acestei tracțiuni variabile de maree, care, fără orbita rezonantă, ar fi intrat în circularizarea orbitei lui Io, creează o încălzire mareică semnificativă în interiorul lui Io, topind o cantitate semnificativă de manta și miezul lui Io. Cantitatea de energie produsă este de până la 200 de ori mai mare decât cea produsă exclusiv din dezintegrarea radioactivă.  Această căldură este eliberată sub formă de activitate vulcanică, generând un flux de căldură mare observat (total global: 0,6 până la 1,6 × 10 14 W ).  Modelele orbitei sale sugerează că cantitatea de încălzire mareică din Io se modifică în timp; cu toate acestea, cantitatea actuală de disipare mareică este în concordanță cu fluxul de căldură observat.   Modelele de încălzire și convecție a mareelor nu au găsit profiluri consistente de viscozitate planetară care să se potrivească simultan cu disiparea energiei mareelor și convecția căldurii la suprafață.  
Deși există un acord general că originea căldurii, așa cum se manifestă în mulți vulcani din Io, este încălzirea mareică de la forța gravitațională de la Jupiter și satelitul său Europa, vulcanii nu se află în pozițiile prezise cu încălzirea mareică. Ele sunt deplasate cu 30 până la 60 de grade spre est.  Un studiu publicat de Tyler et al. (2015) sugerează că această schimbare spre est poate fi cauzată de un ocean de rocă topită sub suprafață. Mișcarea acestei magme ar genera căldură suplimentară prin frecare datorită viscozității sale. Autorii studiului cred că acest ocean subteran este un amestec de rocă topită și solidă. 
Alți sateliți din Sistemul Solar sunt, de asemenea, încălziți mareic și, de asemenea, pot genera căldură suplimentară prin frecarea magmei subterane sau a oceanelor de apă. Această capacitate de a genera căldură într-un ocean subteran crește șansa de viață pe corpuri precum Europa și Enceladus.  

### Suprafața

Harta suprafeței lui Io

Pe baza experienței lor cu suprafețele antice ale Lunii, lui Marte și a lui Mercur, oamenii de știință se așteptau să vadă numeroase cratere în primele imagini Voyager 1 cu Io. Densitatea craterelor de pe suprafața lui Io ar fi dat indicii despre vârsta lui Io. Cu toate acestea, au fost surprinși să descopere că suprafața era lipsită aproape complet de cratere, ci era în schimb acoperită de câmpii netede presărate cu munți înalți, gropi de diferite forme și dimensiuni și curgeri de lavă.  În comparație cu majoritatea lumilor observate până în acel moment, suprafața lui Io a fost acoperită cu o varietate de materiale colorate (făcând ca Io să fie comparat cu o portocală putredă sau cu o pizza ) din diverși compuși sulfurați.   Lipsa craterelor a indicat că suprafața lui Io este tânără din punct de vedere geologic, la fel ca suprafața terestră; materialele vulcanice îngroapă continuu cratere pe măsură ce sunt produse. Acest rezultat a fost confirmat în mod spectaculos, deoarece cel puțin nouă vulcani activi au fost observați de Voyager 1. 

#### Compoziția suprafeței
Aspectul colorat al lui Io este rezultatul materialelor depuse de vulcanismul său extins, inclusiv silicați (cum ar fi ortopiroxenul ), sulful și dioxidul de sulf.  Gheața de dioxid de sulf este omniprezentă pe suprafața Io, formând regiuni mari acoperite cu materiale albe sau gri. Sulful este, de asemenea, văzut în multe locuri pe Io, formând regiuni de culoare galbenă până la galben-verde. Sulful depus în regiunile polare și la latitudine medie este adesea deteriorat de radiații, rupând octasulful, în mod normal, stabil. Aceste daune din cauza radiațiilor produc regiunile polare roșu-maro ale lui Io. 

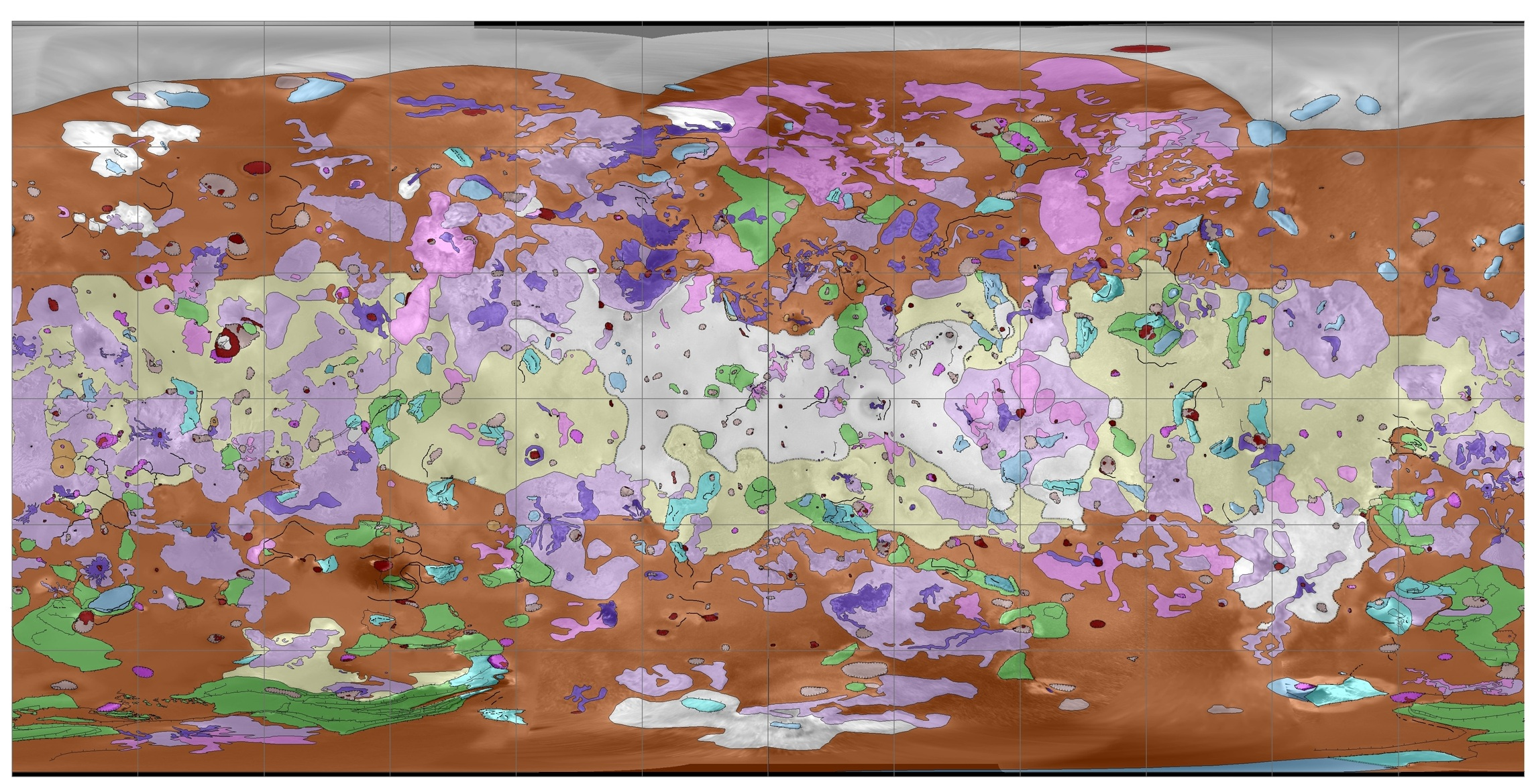
Harta geologică a lui Io

Vulcanismul exploziv, deseori sub formă de pene în formă de umbrelă, acoperă suprafața cu materiale sulfuroase și silicate. Depozitele de la pene de pe Io sunt adesea colorate în roșu sau alb în funcție de cantitatea de sulf și dioxid de sulf din pene. În general, penele formate la gurile vulcanice din degazarea lavei conțin o cantitate mai mare de S2, producând un depozit roșu „evantai” sau, în cazuri extreme, mari (atingând adesea peste 450 kilometri (280 mi) de la gura centrală) inele roșii.  Un exemplu proeminent de depozit de inel roșu este situat la Pele. Aceste depozite roșii constau în principal din sulf (în general sulf molecular cu 3 și 4 catene), dioxid de sulf și poate clorură de sulfuril.  Penele formate la marginile curgerilor de lavă de silicați (prin interacțiunea lavei și a depozitelor preexistente de sulf și dioxid de sulf) produc depozite albe sau gri. 
Cartografierea compozițională și densitatea mare a lui Io sugerează că Io conține puțină apă sau deloc, deși au fost identificate provizoriu mici pungi de gheață sau minerale hidratate, mai ales pe flancul de nord-vest al muntelui Gish Bar Mons.  Io are cea mai mică cantitate de apă din orice corp cunoscut din Sistemul Solar.  Această lipsă de apă se datorează probabil faptului că Jupiter era suficient de fierbinte la începutul evoluției Sistemului Solar pentru a elimina materialele volatile precum apa din vecinătatea Io, dar nu suficient de fierbinte pentru a face acest lucru mai departe. 

#### Vulcanismul

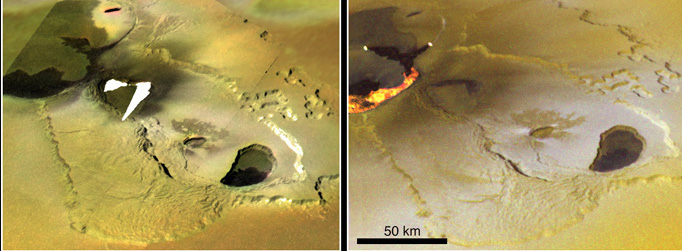
Curgeri de lavă active în regiunea vulcanică Tvashtar Paterae (regiunea goală reprezintă zone saturate în datele originale). Imagini realizate de Galileo în noiembrie 1999 și februarie 2000.

Încălzirea mareică produsă de excentricitatea oribtală a satelitului, a făcut ca acesta să devină una din cele mai vulcanic active lumi din Sistemul solar, cu sute de centre vulcanice și curgeri de lavă extinse. În timpul unei erupții puternice, se pot produce scurgeri de lavă lungi de zeci sau sute de kilometri lungime, fiind de cele mai multe ori din lavă silicat-bazaltică fie cu compoși mafici sau ultra-mafici (bogați în magneziu). Un alt produs al acestei activătăți este sulful, gazul de dioxid de sulf și materiale piroclastice din silicați (cum ar fi cenușă) sunt aruncate la o înălțime de 200 km în spațiu, producând nori largi în formă de umbrelă, care pictează terenul înconjurător în roșu, negru sau alb, și produce materie primă pentru atmosfera neregulată a lui Io sau magnetosfera extensivă a lui Jupiter.
Suprafața lui Io este presărată cu depresiuni vulcanice cunoscute sub numele de paterae care au în general funduri plate delimitate de pereți abrupți.  Aceste forme de relief seamănă cu calderele terestre, dar nu se știe dacă sunt produse prin prăbușire peste o cameră magmatică golită, precum verii lor tereștrii. O ipoteză sugerează că aceste forme de relief sunt produse prin excaverea pragurilor vulcanice, iar materialul de deasupra este fie explodat, fie integrat în prag.  Exemple de paterae în diferite stadii de excavare au fost cartografiate folosind imagini Galileo din regiunea Chaac-Camaxtli.  Spre deosebire de forme de relief similare de pe Pământ și Marte, aceste depresiuni, în general, nu se află în vârful vulcanilor scut și sunt în mod normal mai mari, cu un diametru mediu de 41 kilometri (25 mi), cel mai mare fiind Loki Patera la 202 kilometri (126 mi).  Loki este, de asemenea, în mod constant cel mai puternic vulcan de pe Io, contribuind în medie cu 25% din producția globală de căldură a lui Io.  Oricare ar fi mecanismul de formare, morfologia și distribuția multor paterae sugerează că aceste forme de relief sunt controlate structural, cu cel puțin jumătate delimitate de falii sau munți.  Aceste forme de relief sunt adesea locul erupțiilor vulcanice, fie din curgerile de lavă care se răspândesc pe etajele pateraelor, ca la o erupție la Gish Bar Patera în 2001, fie sub forma unui lac de lavă.   Lacurile de lavă de pe Io au fie o crustă de lavă care se răstoarnă continuu, cum ar fi la Pele, fie o crustă care se răstoarnă episodic, cum ar fi la Loki.  

Secvență de cinci imagini de la New Horizons care arată vulcanul Tvashtar de pe Io care aruncă material la 330 km deasupra suprafeței sale

Curgerile de lavă reprezintă un alt teren vulcanic important pe Io. Magma erupe la suprafață din orificiile de pe fundul paterelor sau de pe câmpii din fisuri, producând curgeri de lavă umflate, compuse, similare cu cele observate la Kilauea din Hawaii. Imaginile de la sonda spațială Galileo au dezvăluit că multe dintre curgerile de lavă majore de pe Io, cum ar fi cele de la Prometheus și Amirani, sunt produse prin acumularea de mici erupții de curgeri de lavă deasupra curgerilor mai vechi.  Focare mai mari de lavă au fost observate și pe Io. De exemplu, marginea anterioară a fluxului Prometheus sa mutat de la 75 la 95 kilometri (47 la 59 mi) între Voyager în 1979 și primele observații Galileo în 1996. O erupție majoră din 1997 a produs peste 3.500 kilometri pătrați (1.400 mi2) de lavă proaspătă și a inundat fundul adiacentei Pillan Patera. 
Analiza imaginilor Voyager i-a determinat pe oamenii de știință să creadă că aceste curgeri erau compuse în principal din diverși compuși ai sulfului topit. Cu toate acestea, studiile și măsurătorile ulterioare în infraroșu de pe Pământ de la sonda spațială Galileo indică faptul că aceste curgeri sunt compuse din lavă bazaltică cu compoziții mafice până la ultramafice.  Această ipoteză se bazează pe măsurători de temperatură ale „hotspot-urilor” din Io sau locații cu emisie termică, care sugerează temperaturi de cel puțin 1.300 K și unele până la 1.600 K.  Estimările inițiale sugerează temperaturi de erupție care se apropie de 2.000 K  s-au dovedit de atunci a fi supraestimări deoarece au fost folosite modele termice greșite pentru modelarea temperaturilor.  
Descoperirea penelor la vulcanii Pele și Loki a fost primul semn că Io este activ din punct de vedere geologic.  În general, aceste pene se formează atunci când substanțe volatile, cum ar fi sulful și dioxidul de sulf, sunt aruncate spre cer din vulcanii de pe Io la viteze care ating 1 km/s, creând nori de gaz și praf în formă de umbrelă. Materiale suplimentare care ar putea fi găsite în aceste pene vulcanice includ sodiul, potasiul și clorul.   Aceste pene par a fi formate în unul din două moduri.  Cele mai mari pene de pe Io, cum ar fi cele emise de Pele, sunt create atunci când sulful dizolvat și dioxidul de sulf gazos sunt eliberați din magma în erupțiile la gurile vulcanice sau lacurile de lavă, trăgând adesea material piroclastic de silicat cu ele.  Aceste pene formează la suprafață depozite roșii (din sulful cu lanț scurt) și negre (din piroclasticele de silicat). Penele formate în acest mod sunt printre cele mai mari observate la Io, formând inele roșii de peste 1.000 kilometri (620 mi) în diametru. Exemple de acest tip de pene includ Pele, Tvashtar și Dazhbog. Un alt tip de pene este produs atunci când curgerile de lavă vaporizează gheața de dioxid de sulf subiacentă, trimițând sulful spre cer. Acest tip de pene formează adesea depozite circulare strălucitoare constând din dioxid de sulf. Aceste pene sunt adesea înălțimi mai mici mai mici de 100 kilometri (62 mi) și sunt printre cele mai longevive pene de pe Io. Exemplele includ Prometheus, Amirani și Masubi. Compușii sulfuroși erupți sunt concentrați în scoarța superioară de la o scădere a solubilității sulfului la adâncimi mai mari în litosfera lui Io și pot fi un factor determinant pentru stilul de erupție al unui punct fierbinte.   

#### Munții

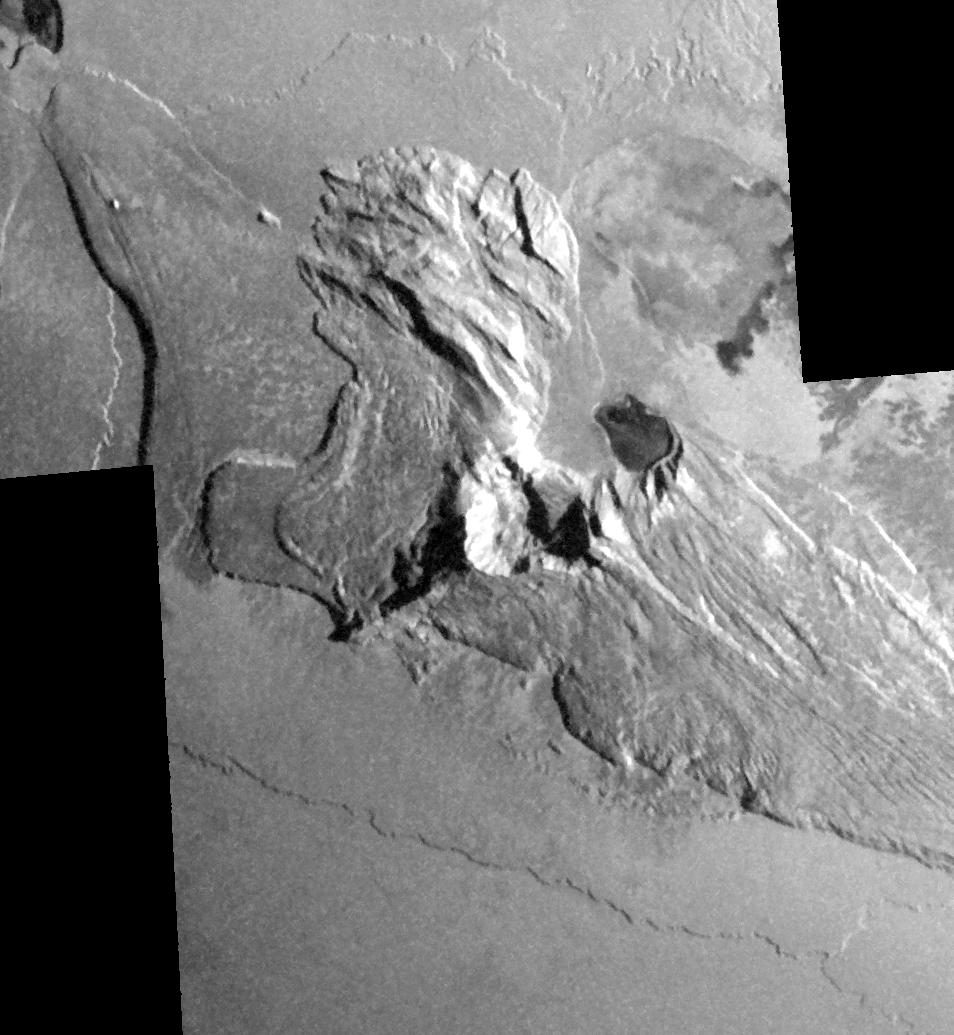
Imagine în nuanțe de gri a lui Tohil Mons, un munte înalt de 5.4 km făcută de Galileo

Io are 100 până la 150 de munți. Aceste structuri au în medie 6 kilometri (3,7 mi) în înălțime și ajung la maximum 17,5 ± 1.5 km la Boösaule Montes de sud.  Munții par adesea ca mari (munții au în medie o lungime de 157 kilometri (98 mi)) structuri izolate fără modele tectonice globale aparent conturate, în contrast cu cazul Pământului.  Pentru a susține topografia extraordinară observată la acești munți necesită compoziții constând în principal din rocă de silicat, spre deosebire de sulf. 
În ciuda vulcanismului extins care dă lui Io aspectul său distinctiv, aproape toți munții săi sunt structuri tectonice și nu sunt produși de vulcani. În schimb, majoritatea munților ioniani se formează ca rezultat al tensiunilor de compresiune la baza litosferei, care ridică și adesea înclină bucăți din scoarța lui Io prin falii de tracțiune.  Tensiunile de compresiune care conduc la formarea munților sunt rezultatul subsidenței din îngroparea continuă a materialelor vulcanice.  Distribuția globală a munților pare a fi opusă celei a structurilor vulcanice; munții domină zonele cu mai puțini vulcani și invers.  Acest lucru sugerează regiuni la scară largă din litosfera lui Io unde domină compresia (susțin formarea munților) și extensia (susțin formarea paterealor).  La nivel local, totuși, munții și pateraele se înconjoară adesea unul pe altul, ceea ce sugerează că magma exploatează adesea faliile formate în timpul formării munților pentru a ajunge la suprafață. 
Munții de pe Io (în general, structuri care se ridică deasupra câmpiilor din jur) au o varietate de morfologii. Podișurile sunt cele mai comune.  Aceste structuri seamănă cu mesa mari, cu vârf plat, cu suprafețe accidentate. Alți munți par a fi blocuri de crustă înclinate, cu o pantă mică față de suprafața anterior plană și o pantă abruptă constând din materiale anterior sub suprafață ridicate de stresurile de compresiune. Ambele tipuri de munți au adesea scarpuri abrupte de-a lungul uneia sau mai multor margini. Doar o mână de munți de pe Io par să aibă o origine vulcanică. Acești munți seamănă cu vulcani scut mici, cu pante abrupte (6–7°) lângă o calderă centrală mică și pante puțin adânci de-a lungul marginilor lor.  Acești munți vulcanici sunt adesea mai mici decât muntele mediu de pe Io, având în medie doar 1 la 2 kilometri (0,6 la 1,2 mi) în înălțime și de la 40 la 60 kilometri (25 la 37 mi) lățime. Alți vulcani scut cu pante mult mai puțin abrupte sunt deduși din morfologia mai multor vulcani din Io, unde curgeri subțiri iradiază dintr-o patera centrală, cum ar fi la Ra Patera. 
Aproape toți munții par a fi într-o anumită etapă de degradare. Depozitele mari de alunecări de teren sunt comune la baza munților ioniani, sugerând că mișcarea de masă este forma principală de degradare. Marginile festonate sunt comune în mesa și podișurile de pe Io, rezultatul ridicării la suprafață a dioxidului de sulf din crusta lui Io, producând zone de slăbiciune de-a lungul marginilor muntilor. 

## Atmosfera

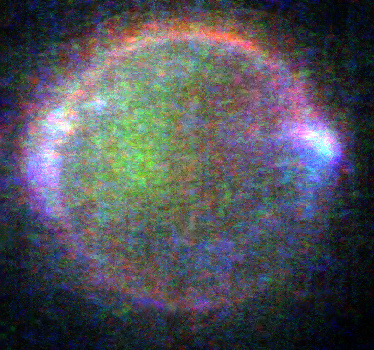
Străluciri aurorale în atmosfera superioară a lui Io. Culorile diferite reprezintă emisia din diferite componente ale atmosferei (verdele provine din emiterea sodiului, roșu din emiterea oxigenului și albastru din emiterea gazelor vulcanice cum ar fi dioxidul de sulf). Imagine făcută în timp ce Io era în eclipsă.

Io are o atmosferă extrem de subțire constând în principal din dioxid de sulf ( SO
2 ), cu constituenți minori incluzând monoxid de sulf ( SO ), clorură de sodiu ( NaCl ) și sulf și oxigen atomic.  Atmosfera are variații semnificative de densitate și temperatură în funcție de ora zilei, latitudine, activitatea vulcanică și abundența brumei la suprafață. Presiunea atmosferică maximă pe Io variază de la 3,3 × 10−5 la 3 × 10−4 pascali (Pa) sau 0,3 la 3 nbar, văzut spațial în emisfera anti-Jupiter a lui Io și de-a lungul ecuatorului și temporal la începutul după-amiezii când temperatura brumei de la suprafață atinge un maxim.    Au fost observate și maxime localizate la penele vulcanice, cu presiuni de 5 × 10−4 până la 40 × 10−4 (5 până la 40 nbar).  Presiunea atmosferică din Io este cea mai scăzută pe partea de noapte a lui Io, unde presiunea scade la 0,1 × 10−7 apoi la 1 × 10−7  Pa (0,0001 până la 0,001 nbar).   Temperatura atmosferică a lui Io variază de la temperatura suprafeței la altitudini joase, unde dioxidul de sulf este în echilibru al presiunii vaporilor cu bruma de la suprafață, până la 1.800 K la altitudini mai mari, unde densitatea atmosferică mai mică permite încălzirea din plasma din torul de plasmă alui Io și din încălzire Joule de la tubul de flux Io.   Presiunea scăzută limitează efectul atmosferei asupra suprafeței, cu excepția redistribuirii temporare a dioxidului de sulf din zonele bogate în brumă în zonele sărace și pentru a extinde dimensiunea inelelor de depunere a penelor atunci când materialul penelor reintră în atmosfera mai groasă de zi.   Atmosfera subțire ioniană înseamnă, de asemenea, că orice sonde de aterizare viitoare trimise pentru a-l investiga pe Io nu vor trebui să fie încapsulate într-un scut termic tip aeroshell, ci va necesita în schimb retropropulsoare pentru o aterizare lină. Atmosfera subțire necesită, de asemenea, un lander robust, capabil să suporte radiațiile puternice joviane, pe care o atmosferă mai groasă le-ar atenua. 
Gazul din atmosfera lui Io este îndepărtat de magnetosfera lui Jupiter, scăpând fie în norul neutru care-l înconjoară pe Io, fie în torul de plasmă Io, un inel de particule ionizate care se află pe orbita lui Io, dar care se rotește împreună cu magnetosfera lui Jupiter.  Aproximativ o tonă de material este îndepărtată din atmosferă în fiecare secundă prin acest proces, astfel încât acesta trebuie refăcut în mod constant.  Cea mai dramatică sursă de SO
2 sunt penele vulcanice, care pompează în medie 10 kg de dioxid de sulf pe secundă în atmosfera lui Io, deși cea mai mare parte se condensează înapoi la suprafață.  O mare parte din dioxidul de sulf din atmosfera lui Io este susținută de sublimarea brumei de SO
2 determinată de lumina solară.  Atmosfera din partea de zi este în mare parte limitată la 40° de la ecuator, unde suprafața este cea mai caldă și se află cele mai active pene vulcanice.  O atmosferă determinată de sublimare este, de asemenea, în concordanță cu observațiile conform cărora atmosfera lui Io este cea mai densă peste emisfera anti-Jupiter, unde bruma de SO
2 este cea mai abundentă și este cea mai densă atunci când Io este mai aproape de Soare.    Cu toate acestea, sunt necesare unele contribuții din penele vulcanice, deoarece cele mai mari densități observate au fost observate în apropierea gurilor vulcanice.  Deoarece densitatea dioxidului de sulf din atmosferă este legată direct de temperatura suprafeței, atmosfera lui Io se prăbușește parțial noaptea sau când Io se află în umbra lui Jupiter (cu o scădere de ~80% a densității de coloană  ). Prăbușirea în timpul eclipsei este limitată oarecum de formarea unui strat de difuzie de monoxid de sulf în cea mai joasă porțiune a atmosferei, dar presiunea atmosferică a atmosferei de noapte a lui Io este cu două până la patru ordine de magnitudine mai mică decât la maximă său chiar după prânz.   Constituenții minori ai atmosferei lui Io, cum ar fi NaCl, SO, O și S derivă fie din: degajarea vulcanică directă; fotodisocierea sau ruperea chimică cauzată de radiația ultravioletă solară a SO
2 ; sau pulverizarea depozitelor de la suprafață de către particule încărcate din magnetosfera lui Jupiter. 
Diferiți cercetători au propus că atmosfera lui Io îngheață la suprafață atunci când trece în umbra lui Jupiter. Dovada pentru aceasta este o „luminare post-eclipsă”, în care satelitul pare uneori puțin mai strălucitor, ca și cum ar fi acoperită de brumă imediat după eclipsă. După aproximativ 15 minute luminozitatea revine la normal, probabil pentru că bruma dispărut prin sublimare.     Pe lângă faptul că a fost văzută prin telescoape de la sol, strălucirea post-eclipsă a fost găsită în lungimi de undă de infraroșu apropiat folosind un instrument de la bordul navei spațiale Cassini.  Sprijin suplimentar pentru această idee a venit în 2013, când Observatorul Gemini a fost folosit pentru a măsura direct prăbușirea atmosferei de SO2 a lui Io în timpul eclipsei cu Jupiter și reformarea acesteia după.  
Imaginile de înaltă rezoluție ale lui Io dobândite atunci când Io trece print-o eclipsă dezvăluie o strălucire asemănătoare unei aurore.  Ca și pe Pământ, acest lucru se datorează radiației particulelor care lovesc atmosfera, deși în acest caz particulele încărcate provin din câmpul magnetic al lui Jupiter, mai degrabă decât din vântul solar. Aurorele apar de obicei în apropierea polilor magnetici ai planetelor, dar cele de pe Io sunt cele mai strălucitoare în apropierea ecuatorului său. Io nu are un câmp magnetic intrinsec propriu; prin urmare, electronii care călătoresc de-a lungul câmpului magnetic al lui Jupiter în apropiere de Io au un impact direct asupra atmosferei lui Io. Mai mulți electroni se ciocnesc cu atmosfera sa, producând cea mai strălucitoare auroră, unde liniile de câmp sunt tangente la Io (adică lângă ecuator), deoarece coloana de gaz prin care trec este cea mai lungă acolo. Se observă că aurorele asociate cu aceste puncte tangente de pe Io se leagănă odată cu schimbarea orientării dipolului magnetic înclinat al lui Jupiter.  Aurore mai slabe de la atomii de oxigen de-a lungul limbului lui Io (strălucirea roșie în imaginea din dreapta) și de la atomii de sodiu de pe partea de noapte a lui Io (strălucirea verde din aceeași imagine) au fost de asemenea observate. 

### Informații generale
- Io profile at NASA's Solar System Exploration site
- Bill Arnett's Io webpage from The Nine Planets website
- Io overview de la University of Michigan's Windows to the Universe
- Calvin Hamilton's Io page de la Views of the Solar System website

### Videoclipuri
- Paul Schenk's 3D images and flyover videos of Io and other outer solar system satellites
- High resolution video simulare cu rotația lui Io de Seán Doran

### Imagini
- Catalog of NASA images of Io
- Galileo images of Io
- New Horizons images of Io
  - New Horizons LORRI Raw Images, includes numerous Io images
- Io through Different New Horizons Imagers

### Hărți
- Io global basemaps la USGS Astrogeology Science Center bazat pe imagini Galileo și Voyager
- Io nomenclature și map with feature names de la USGS planetary nomenclature page
- Interactive map of Io de Google Maps